# 大神田軍治
大神田 軍治（おおかんだ ぐんじ、1883年（明治16年）7月30日 - 1943年（昭和18年）1月24日）は、日本の政治家。衆議院議員（2期）。

## 経歴
山梨県北都留郡巌村（上野原町を経て現上野原市）出身。籍文学舎で漢学を学んだ。
芝区会議員、東京市会議員、同参事会員、同議長、東京府会議員、同参事会員、帝都復興委員長などを経て、1932年（昭和7年）の第18回衆議院議員総選挙で東京1区（当時）から立憲民政党公認で立候補して初当選。
同年の東京府会市部会の正副議長選挙では、三木武吉が推薦した者を押しのける形で大神田が推薦した立候補者が当選したため、三木との間で激論を繰り広げた。
1934年（昭和9年）、第2次東京市会疑獄（瓦斯疑獄・市会議長選挙買収事件・市長選挙買収事件）により東京地方裁判所で懲役1年2ヵ月・追徴金6500円の判決を、翌年の控訴審で懲役10ヵ月・追徴金3500円の判決を受け、1936年（昭和11年）の大審院判決で刑が確定。これにより帝都復興記念章、大礼記念章（昭和）を褫奪された。同年の第19回衆議院議員総選挙で落選した。1942年（昭和17年）の第21回衆議院議員総選挙では非推薦で立候補して当選。在職中の翌1943年（昭和18年）に死去した。

## 栄典
- 1930年（昭和5年）12月5日 - 帝都復興記念章[10]
  - 1936年（昭和11年）8月5日褫奪

## 著作
- 『日本はどうなる』国策協会、1939年。
- 『日本はどうなる』第2輯、国策協会、1941年。
- 『世紀の決戦 : 日本はどう発展するか』五車貿易出版部、1942年。